# 溪流下口鯰
溪流下口鯰，為輻鰭魚綱鯰形目甲鯰科的其中一種，為熱帶淡水魚，分布於南美洲阿根廷巴拉那河流域，體長可達24.3公分，棲息在底層水域，生活習性不明。

## 扩展阅读
維基物種上的相關：溪流下口鯰